# Nekrolog 2. Quartal 1907
Nekrolog
◄◄
| ◄
| 1903
| 1904
| 1905
| 1906
| 1907 | 1908 | 1909 | 1910 | 1911 | ► | ►►
1. Quartal |
2. Quartal |
3. Quartal |
4. Quartal 1907
Weitere Ereignisse | Allgemeiner Nekrolog 1907
Die Beschreibung der verstorbenen Person sollte so kurz wie möglich gehalten sein und nur deren signifikante Tätigkeit(en) enthalten.
Neue Namen ggf. auch unter dem Geburts- und Sterbedatum, also etwa unter 1. Januar und im Geburts- und Sterbejahr (2024) eintragen (nur bei entsprechender großer Wichtigkeit). Für Beispiele siehe die schon vorhandenen Artikel.
Außerdem über die fünf zuletzt Verstorbenen, zu denen es einen ausreichend guten Artikel für eine Präsentation auf der Hauptseite gibt, nach der todesbedingten Überarbeitung der Artikel ggf. auch unter Wikipedia Diskussion:Hauptseite informieren und sie am besten auch in den anderen Wikipedia-Sprachversionen eintragen. Tipp: Regelmäßig bei news.google.de nach „ist tot“, „gestorben“ oder „verstorben“ suchen.
Wenn eine Person gestorben ist, gibt es viele Seiten zu dieser Person in der Wikipedia, die davon auch betroffen sind und entsprechend aktualisiert werden müssen. Beispiele: Namenübersichtsseite, Geburtsjahr, Geburtsort-Seiten und viele mehr.
Wie finde ich die betroffenen Seiten?
Im Suchfeld auf der linken Seite gibt man den Suchbegriff so ein: „Vorname Nachname“. Dann klickt man auf Volltext und alle Seiten mit entsprechendem Suchtext werden aufgerufen. Hier sieht man dann schnell, wo auch das Todesjahr Sinn macht oder sogar ein Teil des Artikels angepasst werden muss. Auch hilft das „Werkzeug“ auf der linken Seite sehr gut, um solche Seiten aufzufinden: „Links auf diese Seite“. Somit ist die Wikipedia wieder aktuell in allen Bereichen! Hinweis: bei Eintragung der Kategorie „Gestorben JAHR“ wird der Missbrauchsfilter 49 ausgelöst, was jedoch nicht schlimm ist. Siehe: Spezial:Missbrauchsfilter/49
Dies ist eine Liste von im zweiten Quartal 1907 verstorbenen bekannten Persönlichkeiten. Die Einträge erfolgen innerhalb der einzelnen Daten alphabetisch sortiert. Tiere sind im Nekrolog für Tiere zu finden.

## April
| Tag       | Name                                | Beruf, bekannt als                                                                                           | Alter | Beleg |
| --------- | ----------------------------------- | --- | ----- | ----- |
| 1. April  | Jenny Asch                          | deutsche Malerin, Philanthropin und Fröbelpädagogin                                                          | 74    |       |
| 1. April  | Eduard Grégr                        | tschechischer Arzt, Politiker und Publizist                                                                  | 80    |       |
| 1. April  | Johann Friedrich Jännicke           | deutscher Eisenbahnbeamter, Naturkundler und Kunstschriftsteller                                             | 76    |       |
| 3. April  | Désirée Artôt de Padilla            | Opernsängerin                                                                                                | 71    |       |
| 3. April  | Theodor Aufrecht                    | Indologe und Sanskritist                                                                                     | 85    |       |
| 3. April  | Joseph H. Walker                    | US-amerikanischer Politiker                                                                                  | 77    |       |
| 4. April  | Lucile Grahn                        | dänische Tänzerin und Ballerina                                                                              | 87    |       |
| 4. April  | Eugen von Steuben                   | preußischer Generalmajor                                                                                     | 64    |       |
| 4. April  | Eugène Stoffel                      | französischer Offizier und Militärschriftsteller                                                             | 84    |       |
| 5. April  | Adalbert von Brunn                  | preußischer Generalmajor                                                                                     | 65    |       |
| 5. April  | David Lorenz                        | deutscher Maler                                                                                              | 51    |       |
| 5. April  | Carl Peschke                        | deutscher Sozialdemokrat und Gründer einer Baumaschinenfabrik                                                | 53    |       |
| 6. April  | Retheos Berberian                   | armenischer Pädagoge und Schriftsteller                                                                      | 58    |       |
| 6. April  | Simon van den Bergh                 | niederländischer Unternehmer                                                                                 | 87    |       |
| 6. April  | Willem Johan Lucas Grobbée          | niederländischer Politiker, Finanzminister                                                                   | 84    |       |
| 6. April  | Bernhard Hammer                     | Schweizer Politiker                                                                                          | 85    |       |
| 6. April  | Paul Möbius                         | deutscher Architekt des Jugendstils                                                                          | 41    |       |
| 6. April  | Adolf Neubauer                      | Hebraist | 75    |       |
| 8. April  | Robert Weissenbach                  | Schweizer Jurist und Politiker                                                                               | 55    |       |
| 8. April  | Moses Wolfenstein                   | deutscher jüdischer Kaufmann in Berlin und Stifter der Synagoge Steglitz im gleichnamigen Berliner Stadtteil | 69    |       |
| 9. April  | Antoine Lagnel                      | französischer Politiker                                                                                      | 75    |       |
| 9. April  | Adolf Richard Stellmacher           | deutscher Reichsgerichtsrat                                                                                  | 76    |       |
| 10. April | Ignaz Auer                          | deutscher Politiker (SPD), MdR                                                                               | 60    |       |
| 10. April | Laurence Simmons Baker              | General der Konföderierten Staaten von Amerika im Amerikanischen Bürgerkrieg                                 | 76    |       |
| 10. April | Karl Beringer                       | deutscher Theaterschauspieler                                                                                | 62    |       |
| 10. April | Max Haushofer Jr.                   | deutscher Nationalökonom, Politiker und Schriftsteller                                                       | 66    |       |
| 10. April | Charles François Pécrus             | französischer Genre-, Landschafts- und Marinemaler                                                           | 81    |       |
| 10. April | Sidney Perham                       | US-amerikanischer Politiker                                                                                  | 88    |       |
| 11. April | Claus Wilhelm Gabriel Nylander      | schwedischer Chemiker                                                                                        | 71    |       |
| 12. April | Otto Leixner von Grünberg           | österreichisch-deutscher Schriftsteller, Literaturkritiker, Journalist und Historiker                        | 59    |       |
| 12. April | Wilhelm Meydam                      | deutscher Jurist und Politiker                                                                               | 85    |       |
| 12. April | Karl Franz Ferdinand Torresani      | österreichischer Schriftsteller und Offizier                                                                 | 60    |       |
| 12. April | Edmund C. Weeks                     | US-amerikanischer Politiker                                                                                  | 78    |       |
| 13. April | Daniel Henry Chamberlain            | US-amerikanischer Politiker, Gouverneur von South Carolina                                                   | 71    |       |
| 13. April | Karl Ludolf Griesbach               | österreichischer Geologe                                                                                     | 59    |       |
| 14. April | Antonio Gobbo                       | italienischer Künstler                                                                                       | 50    |       |
| 15. April | Anton Gerard van Hamel              | niederländischer Romanist, Französist und Mediävist                                                          | 65    |       |
| 15. April | Hugo Magnus                         | deutscher Ophthalmologe und Hochschullehrer in Breslau                                                       | 64    |       |
| 15. April | Adolf Stern                         | deutscher Literaturhistoriker und Dichter                                                                    | 71    |       |
| 16. April | Erich von dem Knesebeck-Milendonck  | deutscher Verwaltungsjurist                                                                                  | 62    |       |
| 16. April | Eduard Paulus                       | deutscher Kunsthistoriker und Prähistorischer Archäologe                                                     | 69    |       |
| 16. April | Heinrich Alfred Reinick             | preußischer Verwaltungsbeamter                                                                               | 70    |       |
| 16. April | Josef von Schmitt                   | deutscher Landgerichtspräsident, Ehrenbürger der Stadt Bamberg                                               | 69    |       |
| 16. April | Johann Wegscheider                  | österreichischer Politiker                                                                                   | 78    |       |
| 17. April | Johannes Nicolaus Heinrich Rahtgens | deutscher Druckereibesitzer und Abgeordneter der Lübecker Bürgerschaft                                       | 84    |       |
| 18. April | William R. Myers                    | US-amerikanischer Politiker                                                                                  | 70    |       |
| 18. April | Wilhelm Malte II.                   | deutscher Gutsbesitzer                                                                                       | 74    |       |
| 19. April | John Van Lear Findlay               | US-amerikanischer Politiker                                                                                  | 67    |       |
| 19. April | Friedrich von Fischer               | österreichischer General und Historiker                                                                      | 80    |       |
| 19. April | Karl de Nys                         | preußischer Politiker                                                                                        | 73    |       |
| 20. April | Bernhard von Gélieu                 | preußischer Offizier, zuletzt General der Infanterie                                                         | 78    |       |
| 20. April | Wilhelm van Gulik                   | deutscher Priester und Kirchenhistoriker; Vize-Rektor auf dem Campo Santo Teutonico                          | 34    |       |
| 20. April | Friedrich Hartwig                   | deutscher Kaufmann und Abgeordneter der Lübecker Bürgerschaft                                                |       |       |
| 21. April | Andreas von Bernstorff              | preußischer Verwaltungsjurist und Politiker, MdR                                                             | 62    |       |
| 22. April | Leopold von Pezold                  | Journalist, Lehrer und Autor                                                                                 | 74    |       |
| 23. April | Karl Franz Sebastian Fahrländer     | Schweizer Politiker und Staatsanwalt                                                                         | 71    |       |
| 23. April | Alfred Packer                       | US-amerikanischer Kannibale                                                                                  | 65    |       |
| 23. April | André Theuriet                      | französischer Dichter, Romanschriftsteller und Dramatiker                                                    | 73    |       |
| 23. April | Connally Findlay Trigg              | US-amerikanischer Politiker                                                                                  | 59    |       |
| 24. April | Johann Krainz                       | österreichischer Lehrer, Volkskundler, Sagenforscher, Erzähler und Schriftsteller                            | 59    |       |
| 24. April | Patápio Silva                       | brasilianischer Flötist, Gitarrist und Komponist                                                             | 26    |       |
| 25. April | Gilbert L. Laws                     | US-amerikanischer Politiker                                                                                  | 69    |       |
| 25. April | Jean Paul Friedrich Scholz          | deutscher Arzt und Klinikdirektor                                                                            |       |       |
| 25. April | Carl Schultz                        | deutscher Rechtsanwalt, Stadtverordneter und Schriftsteller                                                  | 71    |       |
| 25. April | Robert Schweichel                   | deutscher Schriftsteller                                                                                     | 85    |       |
| 25. April | Alexander von Tritschler            | deutscher Architekt und Hochschullehrer                                                                      | 79    |       |
| 26. April | Charles Cartuyvels                  | belgischer, römisch-katholischer Priester, Theologe, Publizist und Kanzelredner                              | 72    |       |
| 26. April | Joseph Hellmesberger junior         | österreichischer Violinist, Dirigent und Komponist                                                           | 52    |       |
| 26. April | Pietro Platania                     | italienischer Komponist und Musikpädagoge                                                                    | 79    |       |
| 27. April | Rufus Bullock                       | US-amerikanischer Politiker und Gouverneur von Georgia (1868–1871)                                           | 73    |       |
| 27. April | Gottlieb Frowein                    | deutscher Fabrikant und Unternehmer                                                                          | 79    |       |
| 27. April | Wassyl Horlenko                     | ukrainischer Schriftsteller, Kunsthistoriker, Volkskundler und Ethnograph                                    | 54    |       |
| 27. April | Eduard Reiss                        | österreichischer Jurist und Bürgermeister                                                                    | 56    |       |
| 28. April | Franz Georg Ettle                   | deutscher Bildhauer                                                                                          | 60    |       |
| 29. April | Anna Cornelia Carbentus             | niederländische Malerin                                                                                      | 87    |       |
| 29. April | Friedrich Küppersbusch              | deutscher Unternehmer                                                                                        | 74    |       |
| 30. April | Paul Ewald Hasse                    | deutscher Historiker und Archivar                                                                            | 59    |       |
| 30. April | Charles Howard Hinton               | britischer Mathematiker und Autor                                                                            |       |       |
| 30. April | Julius Langbehn                     | deutscher Schriftsteller und Kulturkritiker                                                                  | 56    |       |
|           | Christian Hege                      | deutscher Landwirt und Politiker                                                                             |       |       |

## Mai
| Tag     | Name                                | Beruf, bekannt als | Alter | Beleg |
| ------- | ----------------------------------- | --- | ----- | ----- |
| 1. Mai  | August Boltz                        | deutscher Linguist | 87    |       |
| 1. Mai  | Franz Xaver Edlhard                 | bayerischer Verwaltungsjurist                                                                                                 | 82    |       |
| 1. Mai  | John Kells Ingram                   | irischer Nationalökonom | 83    |       |
| 1. Mai  | Karl Alfred Lanz                    | Schweizer Maler und Bildhauer                                                                                                 | 59    |       |
| 2. Mai  | Rudolf Baier                        | deutscher Wissenschaftler, erster Stralsunder Museumsdirektor                                                                 | 89    |       |
| 2. Mai  | Metaphius Theodor August Langenbuch | deutscher Gartenarchitekt und Stadtgärtner                                                                                    | 64    |       |
| 03. Mai | Geertruida ten Cate Hoedemaker      | niederländische Amateurmalerin                                                                                                | 79    |       |
| 3. Mai  | Richard Steifensand                 | deutscher Verwaltungsjurist                                                                                                   | 53    |       |
| 3. Mai  | Arnold Sutermeister                 | schweizerisch-US-amerikanischer Bildhauer, Architekt und Offizier                                                             | 76    |       |
| 3. Mai  | Hermann Tietz                       | deutsch-jüdischer Kaufmann, Mitbegründer der Warenhauskette Hertie                                                            | 70    |       |
| 4. Mai  | John Watts de Peyster               | US-amerikanischer Autor, General, Historiker                                                                                  | 86    |       |
| 4. Mai  | Ignaz Mandl                         | österreichischer Arzt und Kommunalpolitiker                                                                                   | 73    |       |
| 5. Mai  | Edoardo Brizio                      | italienischer Klassischer Archäologe und Prähistoriker                                                                        | 61    |       |
| 5. Mai  | Rudolf Bunge                        | deutscher Dichter und Dramatiker                                                                                              | 71    |       |
| 5. Mai  | Thomas Corwin Lindsay               | US-amerikanischer Landschafts-, Tier- und Porträtmaler                                                                        | 67    |       |
| 5. Mai  | Şeker Ahmed Pascha                  | osmanischer Maler und Soldat                                                                                                  |       |       |
| 5. Mai  | Gustav von Stösser                  | badischer Jurist und Verwaltungsbeamter                                                                                       | 80    |       |
| 6. Mai  | Emanuele Luigi Galizia              | maltesischer Architekt | 76    |       |
| 6. Mai  | Adalbert Krech                      | deutscher Kapitän | 55    |       |
| 7. Mai  | Bernhard Scheven                    | deutscher Bildhauer |       |       |
| 8. Mai  | Karl Birnbaum                       | deutscher Agrarwissenschaftler und Politiker, MdR                                                                             | 77    |       |
| 8. Mai  | Ferdinand von Hartmann              | preußischer Generalleutnant                                                                                                   | 65    |       |
| 8. Mai  | Edmund Gibson Ross                  | US-amerikanischer Politiker                                                                                                   | 80    |       |
| 8. Mai  | Hermann Steppuhn                    | deutscher Rittergutsbesitzer und Politiker, MdR                                                                               | 79    |       |
| 9. Mai  | Hermann Brandseph                   | deutscher Porträtist sowie Landschafts- und Architekturfotograf                                                               | 49    |       |
| 9. Mai  | Paolo De Sanctis                    | italienischer Geistlicher | 91    |       |
| 10. Mai | Samuel Bernard Dick                 | US-amerikanischer Politiker                                                                                                   | 70    |       |
| 10. Mai | Franz von Kaska                     | Leibapotheker Kaiser Maximilians von Mexiko, Chemiker                                                                         | 73    |       |
| 10. Mai | Hugo Loersch                        | deutscher Rechtshistoriker und Denkmalpfleger                                                                                 | 66    |       |
| 10. Mai | Carl Hermann Müller                 | deutscher Geologe und Bergbau-Wissenschaftler                                                                                 | 84    |       |
| 11. Mai | Karl Aßfahl                         | deutscher Lehrer | 80    |       |
| 11. Mai | Hermann Deiters                     | deutscher Musikwissenschaftler und Gymnasiallehrer                                                                            | 73    |       |
| 11. Mai | Ilka von Fabrice                    | deutsche Malerin | 60    |       |
| 11. Mai | Franz Fäh                           | Schweizer Lehrer und Historiker                                                                                               | 50    |       |
| 11. Mai | George Gossip                       | englischer Schachspieler und -autor                                                                                           | 65    |       |
| 12. Mai | Joris-Karl Huysmans                 | französischer Schriftsteller                                                                                                  | 59    |       |
| 12. Mai | Carl Martin Friedrich Poll          | deutscher Rittergutsbesitzer und Politiker (NLP), MdR                                                                         | 71    |       |
| 12. Mai | Otto L. Schmidt-Leda                | deutscher Diplomat | 55    |       |
| 13. Mai | Alexander Buchan                    | englischer Klimatologe und Meteorologe                                                                                        | 78    |       |
| 13. Mai | Moritz von Sachsen-Altenburg        | Prinz von Sachsen-Altenburg                                                                                                   | 77    |       |
| 13. Mai | Friedrich Rintelen                  | deutscher Jurist | 70    |       |
| 14. Mai | Anton von Brandis                   | österreichischer Politiker | 75    |       |
| 14. Mai | William H. Dubois                   | US-amerikanischer Politiker, Bankier und Treasurer von Vermont                                                                | 72    |       |
| 14. Mai | Friedrich von Lössl                 | deutscher Ingenieur, Pionier des Eisenbahnstreckenbaus in Bayern und in Österreich, Erfinder des autodynamischen Uhrensystems | 90    |       |
| 15. Mai | Axel Fintelmann                     | Königlicher Gartenbaudirektor                                                                                                 | 58    |       |
| 15. Mai | Josef Schrank                       | österreichischer Mediziner | 69    |       |
| 16. Mai | Otto von Grone                      | preußischer Generalleutnant                                                                                                   | 66    |       |
| 16. Mai | Karl zu Hohenlohe-Langenburg        | Fürst zu Hohenlohe-Langenburg                                                                                                 | 77    |       |
| 16. Mai | Henryk Jordan                       | polnischer Arzt und Professor für Obstetrik                                                                                   | 64    |       |
| 16. Mai | Felix Hermann Maria Schoeller       | deutscher Papierfabrikant | 52    |       |
| 17. Mai | Reinhold Boie                       | deutscher Jurist und preußischer Oberbürgermeister von Bromberg und Potsdam                                                   | 76    |       |
| 17. Mai | Albert Clément                      | französischer Rennfahrer | 23    |       |
| 18. Mai | Edwin H. Conger                     | US-amerikanischer Politiker                                                                                                   | 64    |       |
| 18. Mai | Bernhard Plockhorst                 | deutscher Maler und Grafiker                                                                                                  | 82    |       |
| 19. Mai | Benjamin Baker                      | englischer Bauingenieur | 67    |       |
| 19. Mai | Andrew J. Harlan                    | US-amerikanischer Politiker                                                                                                   | 92    |       |
| 19. Mai | George G. Sill                      | US-amerikanischer Politiker                                                                                                   | 77    |       |
| 19. Mai | Ludwig Traube                       | deutscher klassischer Philologe, Mediävist und Paläograph                                                                     | 45    |       |
| 20. Mai | Franz Boccius                       | deutscher Beamter und Geheimer Oberregierungsrat                                                                              | 75    |       |
| 21. Mai | Ludwig Fischer                      | Schweizer Botaniker | 79    |       |
| 21. Mai | John Q. Underhill                   | US-amerikanischer Politiker                                                                                                   | 59    |       |
| 21. Mai | Gotthilf Weisstein                  | deutscher Journalist, Schriftsteller und Bibliophile                                                                          | 55    |       |
| 22. Mai | Frido von Blume                     | bayerischer Generalleutnant                                                                                                   | 75    |       |
| 22. Mai | Charles Rasp                        | australischer Bergbauunternehmer                                                                                              | 60    |       |
| 23. Mai | Gustav Richard Lambert              | Singapurer und sächsischer Hoffotograf, Unternehmer                                                                           | 61    |       |
| 23. Mai | Stefanos Nikolaidis                 | griechischer Künstler und Politiker                                                                                           |       |       |
| 24. Mai | Zacharie Astruc                     | französischer Bildhauer, Maler und Kunstkritiker                                                                              | 74    |       |
| 24. Mai | Friedrich Carlén                    | deutscher Opernsänger (Tenor)                                                                                                 | 40    |       |
| 24. Mai | Robert A. Cunningham                | kanadischer Schausteller und Völkerschau–Impresario                                                                           | 69    |       |
| 24. Mai | Friedrich Grahl                     | 1. Bürgermeister und Ehrenbürger der Stadt Treuchtlingen                                                                      |       |       |
| 24. Mai | Karl von Oven                       | deutscher Regierungsrat und Landrat                                                                                           | 82    |       |
| 24. Mai | John Patton junior                  | US-amerikanischer Politiker                                                                                                   | 56    |       |
| 25. Mai | Jane Arthur                         | schottisch-britische Philanthropin, Frauenrechtlerin und Bildungsaktivistin                                                   | 79    |       |
| 25. Mai | Jan Gebauer                         | tschechischer Sprachwissenschaftler und Literaturhistoriker                                                                   | 68    |       |
| 25. Mai | Franz von Roggenbach                | deutscher Politiker (LRP), MdR                                                                                                | 82    |       |
| 26. Mai | Elizabeth Keckley                   | afroamerikanische Modistin und Autorin                                                                                        | 89    |       |
| 26. Mai | Wilhelm Marc                        | deutscher Maler | 67    |       |
| 26. Mai | Ida McKinley                        | US-amerikanische First Lady                                                                                                   | 59    |       |
| 26. Mai | Emil Steinbach                      | österreichischer Jurist, Politiker und Finanzminister                                                                         | 60    |       |
| 27. Mai | Kevork Çavuş                        | armenischer Widerstandskämpfer und Verteidiger                                                                                |       |       |
| 27. Mai | Albert Harkness                     | US-amerikanischer Klassischer Philologe                                                                                       | 84    |       |
| 27. Mai | Albert Knoevenagel                  | deutscher Maschinenfabrikant                                                                                                  | 81    |       |
| 27. Mai | Eduard Richter                      | deutscher Opernsänger | 72    |       |
| 28. Mai | Dietrich Brandis                    | deutscher Botaniker und Forstmann                                                                                             | 83    |       |
| 28. Mai | Andreas Deinhard                    | deutscher Politiker (NLP), MdR und Winzer                                                                                     | 61    |       |
| 28. Mai | Georg Keferstein                    | deutscher Politiker | 76    |       |
| 28. Mai | Eduard Richter                      | deutscher Opernsänger | 72    |       |
| 28. Mai | Lorenzo Riese                       | deutscher Tenor | 71    |       |
| 28. Mai | Valdemar Tofte                      | dänischer Geiger und Musikpädagoge                                                                                            | 74    |       |
| 29. Mai | Eugen Guszalewicz                   | österreichischer Opernsänger (Tenor)                                                                                          |       |       |
| 29. Mai | Adolf Rakowitsch                    | österreichischer Kinderdarsteller, Theaterschauspieler und Komiker                                                            | 46    |       |
| 29. Mai | Bernhard Scheller                   | deutscher Bauunternehmer und Architekt                                                                                        | 55    |       |
| 29. Mai | Hendrik Jacobus Scholten            | niederländischer Historien- und Genremaler                                                                                    | 82    |       |
| 30. Mai | Young John Allen                    | US-amerikanischer Missionar                                                                                                   | 71    |       |
| 30. Mai | Ottomar Anschütz                    | deutscher Fotograf, Pionier der Fototechnik, Chronofotografie und der Kinematographie                                         | 61    |       |
| 30. Mai | Maxwell Tylden Masters              | britischer Botaniker und Arzt                                                                                                 | 74    |       |
| 31. Mai | Jean-Baptiste Billot                | französischer General und Staatsmann                                                                                          | 78    |       |
| 31. Mai | Karl Blind                          | deutscher Revolutionär | 80    |       |
| 31. Mai | Jan Dobruský                        | tschechischer Schachkomponist                                                                                                 | 53    |       |
| 31. Mai | Moritz Litten                       | deutscher Mediziner | 61    |       |
| 31. Mai | Erasmus Rückgauer                   | deutscher Bauunternehmer, spezialisiert auf Gebäudeversetzungen                                                               | 62    |       |
| 31. Mai | Francesco Siacci                    | italienischer Mathematiker, Ballistiker und Offizier                                                                          | 68    |       |
| 31. Mai | Josef Zenker                        | deutscher Maler | 74    |       |
|         | Paul Kohli                          | deutscher Syndikus, Bürgermeister und Politiker (DFP), MdR                                                                    | 57    |       |

## Juni
| Tag      | Name                               | Beruf, bekannt als                                                            | Alter | Beleg |
| -------- | ---------------------------------- | ----------------------------------------------------------------------------- | ----- | ----- |
| 1. Juni  | Jakob Freudenthal                  | deutscher Gelehrter                                                           | 67    |       |
| 1. Juni  | Johannes Kappel                    | estnischer Komponist                                                          | 51    |       |
| 1. Juni  | Richard Mühlfeld                   | deutscher Klarinettist                                                        | 51    |       |
| 2. Juni  | August Jauner von Schroffenegg     | österreichischer Verwaltungsbeamter                                           | 72    |       |
| 2. Juni  | Tobias Nißler                      | deutscher Landwirt und Politiker, Bürgermeister, MdR                          | 53    |       |
| 2. Juni  | William Paine Sheffield            | US-amerikanischer Politiker                                                   | 86    |       |
| 2. Juni  | Karl Ignaz Trübner                 | deutscher Buchhändler und Verleger                                            | 61    |       |
| 3. Juni  | Carl Braun                         | deutscher Jesuit und Astronom                                                 | 76    |       |
| 3. Juni  | Thomas H. Ruger                    | US-amerikanischer General und Militärgouverneur von Georgia 1868              | 74    |       |
| 3. Juni  | Johann Schicht                     | altösterreichischer Industrieller                                             | 52    |       |
| 4. Juni  | Agathe Backer Grøndahl             | norwegische Komponistin und Pianistin                                         | 59    |       |
| 4. Juni  | Heinrich Adolf Köstlin             | deutscher evangelischer Theologe, Musikschriftsteller und Musikphilosoph      | 60    |       |
| 4. Juni  | Rachmiel Merkel                    | österreichischer Unternehmer, Begründer und Inhaber des Möbelhauses R. Merkel |       |       |
| 4. Juni  | Gustav Spener                      | deutscher Richter und Parlamentarier                                          | 81    |       |
| 6. Juni  | J. A. Chatwin                      | englischer Architekt und Baumeister                                           | 77    |       |
| 6. Juni  | Fulgenzio Chicherio                | Schweizer Jurist und Offizier der Schweizer Armee                             | 79    |       |
| 6. Juni  | William McMahon McKaig             | US-amerikanischer Politiker                                                   | 61    |       |
| 6. Juni  | Malcolm McVean                     | schottischer Fußballspieler                                                   | 36    |       |
| 7. Juni  | Alfred Newton                      | britischer Zoologe und Ornithologe                                            | 77    |       |
| 7. Juni  | Edward Routh                       | englischer Mathematiker                                                       | 76    |       |
| 8. Juni  | Robert Browne Hall                 | US-amerikanischer Komponist, Dirigent und Kornettist                          | 48    |       |
| 8. Juni  | Georg Meyer                        | deutscher Architekt und Bauunternehmer                                        | 72    |       |
| 9. Juni  | Julia Magruder                     | US-amerikanische Schriftstellerin                                             | 52    |       |
| 10. Juni | Heinrich Steimle                   | deutscher Limesforscher                                                       |       |       |
| 11. Juni | Clovis Hugues                      | französischer Autor und Politiker                                             | 55    |       |
| 11. Juni | John Tyler Morgan                  | US-amerikanischer Politiker und Militär                                       | 82    |       |
| 11. Juni | Johannes von Saldern               | deutscher Verwaltungsjurist, Bevollmächtigter zum Bundesrat                   | 67    |       |
| 11. Juni | Hermann Tunica                     | deutscher Maler                                                               | 80    |       |
| 11. Juni | Charles Wilda                      | österreichischer Maler des Orientalismus                                      | 52    |       |
| 12. Juni | Sidonie Grünwald-Zerkowitz         | österreichische Schriftstellerin, Dichterin, Übersetzerin und Modeschöpferin  | 55    |       |
| 13. Juni | Julius Dreschfeld                  | deutsch-britischer Arzt und Hochschullehrer in Manchester                     | 61    |       |
| 13. Juni | Gustav Friedrich Herrmann          | deutscher Maschinenbauingenieur und Rektor der RWTH Aachen                    | 70    |       |
| 14. Juni | Ewald Georg Abel                   | US-amerikanischer Geiger, Konzertmeister und Komponist deutscher Herkunft     | 34    |       |
| 14. Juni | Anna von Blomberg                  | deutsche Schriftstellerin                                                     | 48    |       |
| 14. Juni | Ernst Dünzelmann                   | deutscher Lehrer und Historiker                                               | 61    |       |
| 14. Juni | William Le Baron Jenney            | amerikanischer Architekt der ersten Hochhäuser                                | 74    |       |
| 14. Juni | Bartolomé Masó                     | kubanischer Freiheitskämpfer und Präsident in der Republik in Waffen          | 76    |       |
| 14. Juni | András Mechwart                    | deutscher Unternehmer in Ungarn                                               | 72    |       |
| 14. Juni | Giuseppe Pellizza da Volpedo       | Maler und Vertreter des italienischen Realismus                               | 38    |       |
| 14. Juni | Arthur von Wolkenstein-Rodenegg    | österreichischer Adeliger, Schriftsteller und Politiker                       | 70    |       |
| 15. Juni | Egon von Oppolzer                  | österreichischer Astronom                                                     | 37    |       |
| 16. Juni | Karl Friedrich von Strenge         | deutscher Jurist und Staatsminister                                           | 64    |       |
| 17. Juni | Sergio Corazzini                   | italienischer Dichter des Crepuscolarismo                                     | 21    |       |
| 17. Juni | Peter Dettweiler                   | deutscher Altphilologe                                                        | 51    |       |
| 17. Juni | Alexander von Francken-Sierstorpff | deutscher Rittergutsbesitzer und Politiker                                    | 45    |       |
| 17. Juni | Si Singamangaraja XII.             | Priesterkönig der Batak                                                       |       |       |
| 17. Juni | Adolph vom Rath                    | deutscher Bankier                                                             | 75    |       |
| 18. Juni | Hermann Carl von Baumann           | württembergischer Oberamtmann                                                 | 88    |       |
| 18. Juni | Alphonse Roque-Ferrier             | französischer Romanist und Okzitanist                                         | 62    |       |
| 19. Juni | Auguste Busch                      | deutsche Pädagogin                                                            | 77    |       |
| 19. Juni | Georges Edouard Godet              | Schweizer evangelischer Geistlicher und Hochschullehrer                       | 61    |       |
| 19. Juni | Hugo Hartmann                      | deutscher Komponist des Westpreußenliedes                                     | 45    |       |
| 19. Juni | Gabriel Winter                     | österreichischer Elektroingenieur                                             | 38    |       |
| 20. Juni | Karl Costenoble                    | Bildhauer                                                                     | 69    |       |
| 21. Juni | Lucien Baker                       | US-amerikanischer Politiker                                                   | 61    |       |
| 21. Juni | Louis Mettling                     | US-amerikanischer Bahnradsportler                                             | 22    |       |
| 21. Juni | Lena Rice                          | irische Tennisspielerin                                                       | 41    |       |
| 22. Juni | Heinrich Berchtold                 | Schweizer Unternehmer und Politiker                                           | 63    |       |
| 23. Juni | Carl Klein                         | deutscher Mineraloge                                                          | 64    |       |
| 23. Juni | Emanuel Mendel                     | deutscher Neurologe und Psychiater sowie Politiker (DFP), MdR                 | 67    |       |
| 23. Juni | Hod Stuart                         | kanadischer Eishockeyspieler                                                  | 28    |       |
| 24. Juni | Karl Umpfenbach                    | Nationalökonom                                                                | 75    |       |
| 25. Juni | John Hall                          | Premierminister von Neuseeland                                                | 82    |       |
| 25. Juni | Fedor Mamroth                      | deutscher Redakteur (FAZ)                                                     |       |       |
| 25. Juni | Hubert Stier                       | deutscher Architekt, Baubeamter und Hochschullehrer                           | 69    |       |
| 27. Juni | Elizabeth Cary Agassiz             | US-amerikanische Erzieherin                                                   | 84    |       |
| 27. Juni | Carl Witting                       | deutscher Komponist und Musikdirektor                                         | 83    |       |
| 28. Juni | Carl Grote                         | deutscher Journalist, Zeichner, Illustrator, Holzstecher, Maler und Lithograf | 68    |       |
| 28. Juni | Paul Koechlin                      | französischer Industrieller und Automobilrennfahrer                           | 55    |       |
| 28. Juni | Friedrich Krieger                  | Offizier der Bayerischen Armee und Inhaber des Militär-Max-Joseph-Ordens      | 63    |       |
| 29. Juni | Siegfried Czapski                  | deutscher Physiker, Optiker, Unternehmer                                      | 46    |       |
| 29. Juni | Gion Martin Darms                  | Schweizer reformierter Theologe                                               | 83    |       |
| 29. Juni | Friedrich Dörr                     | deutscher Pädagoge und Herausgeber                                            | 76    |       |
| 29. Juni | Elisabet Ney                       | deutsch-amerikanische Bildhauerin                                             | 74    |       |
| 30. Juni | John S. Pindar                     | US-amerikanischer Jurist und Politiker                                        | 71    |       |